# معان (محافظة)

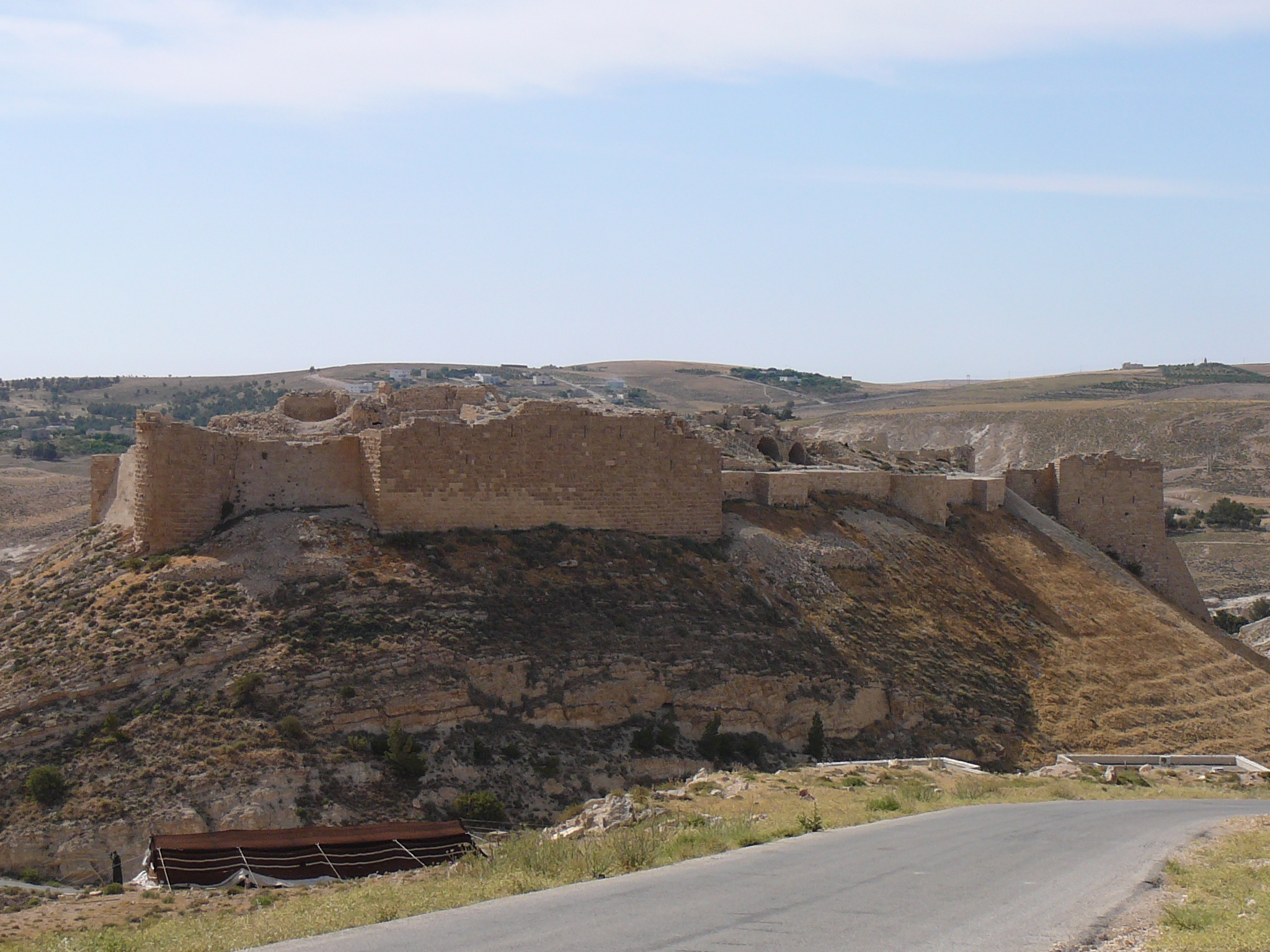
قلعة الشوبك، الشوبك

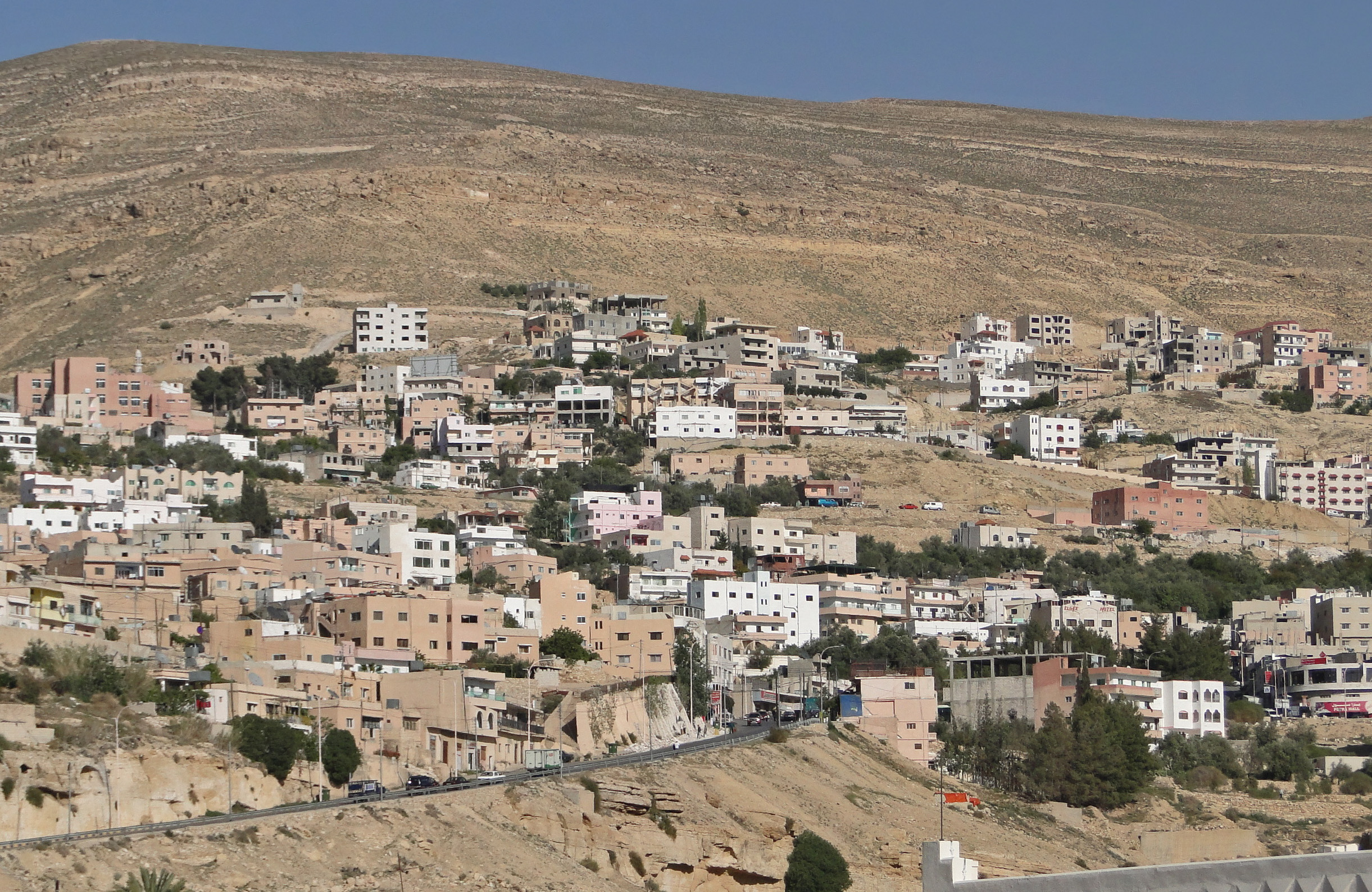
وادي موسى

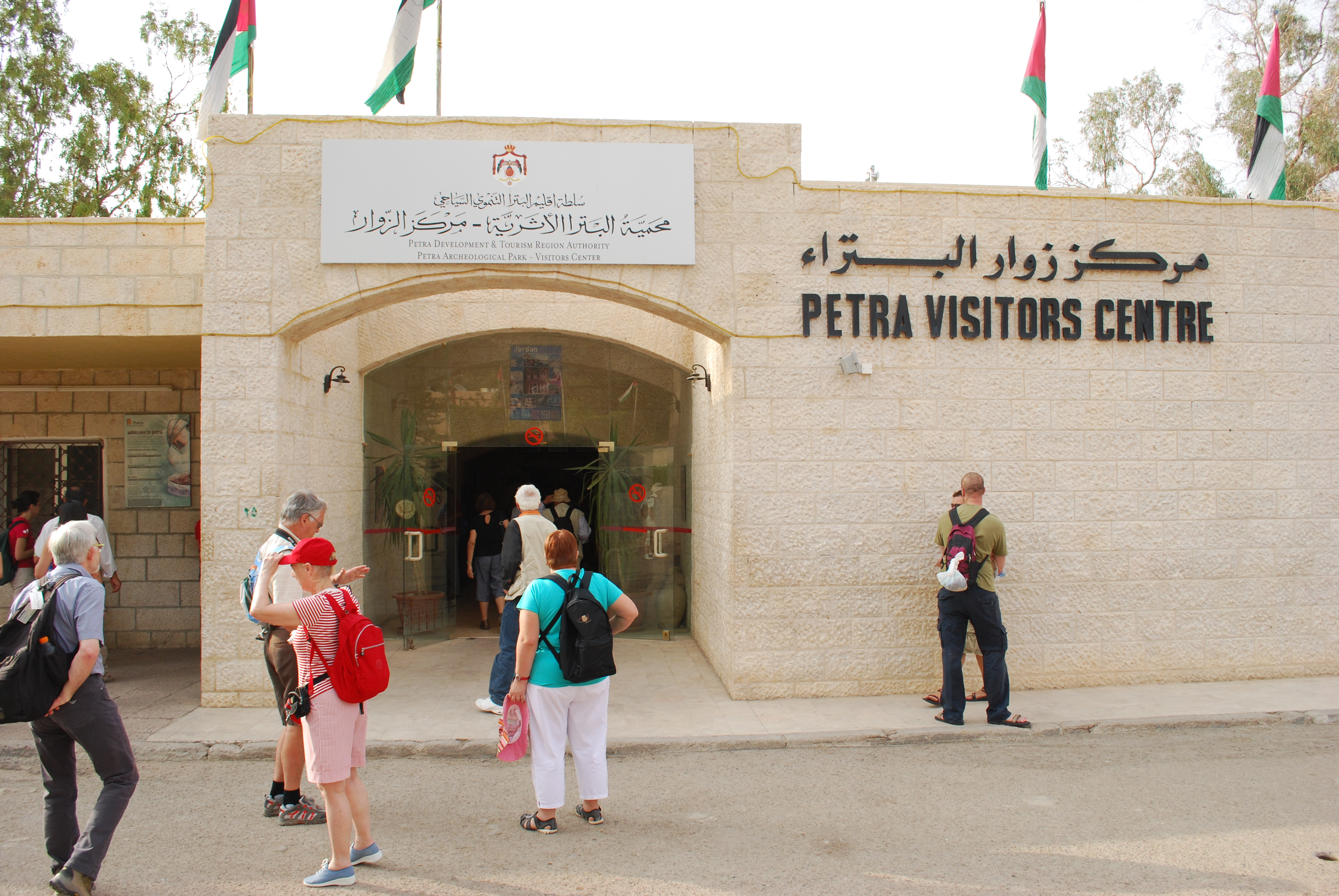
مركز زوار البتراء

محافظة معان هي أكبر محافظات الأردن مساحة، وتعداد سكانها لعام 2019 هو 175,200 نسمة  يقسمون إلى قسمين بدو وحضر. بدأت منها الثورة العربية الكبرى ودخل الأمير فيصل إلى الأردن من خلالها. عاصمتها مدينة معان، التي تبعد حوالي 216 كيلومتراً جنوب عمان وقد اشتهرت تاريخياً. فقد قام بني أمية بإعمار معان وبنوا فيها لابن السبيل مرفق وهي مدينة قوم شعيب وخدمت كموقف للحجاج تقام بها سوق في غدوهم ورواحهم. وجعلها الهاشميون موئلاً لقدمهم فقد نزل الأمير عبد الله فيها يوم 11 تشرين الثاني عام 1920 حيث استقبله أشرافها وشيوخها مرحبّين مهللين وكان وصوله بعد أربعة أشهر من اعتداء الفرنسيين على استقلال سوريا. وباتت معان ملتقى الأحرار من الأمة لكن تجمع الوطنيون والأحرار السوريين والعراقيين في عمان ونظراً لوقوعها في منتصف المنطقة من جهة ولارتباطها بخط سكة الحديد من جهة أخرى جعلت الأمير ينتقل إليها.

## التاريخ
بنى الأنباط مدينة الأنباط، البتراء التي نحتوها من الصخر الوردي وأقام غيرهم ممن عمرو هذه الأرض قلاعاً حصينة في الشوبك ومعان والمدورة وعنيزة وانتشرت بين جبالها وبواديها بقايا عدد كبير من المدن والقرى الأثرية التي سكنها أناس عاشوا عليها حينا من الدهر.
وشهدت أراضيها العديد من الأحداث والمواقف التي ارتبطت ارتباطا وثيقا بالعروبة والإسلام فقد كان فروة بن عمرو الجذامي – أمير معان – أول من أسلم واستشهد من أهل الشام وشهدت منطقة أذرح التحكيم بين أبي موسى الأشعري مندوب علي بن أبي طالب – وعمرو بن العاص مندوب معاوية بن أبي سفيان، وتشرفت أرض المحافظة بمرور عدد من النبيين والصحابة المجاهدين في قتالهم ضد الشرك والبغي والعدوان واستمرت الأحداث تتوالى حتى انبلج فجر التاسع من شعبان عام 1334هــ، الموافق العاشر من حزيران سنة 1916م، يوم أطلق الشريف الحسين بن علي شريف العرب ومليكهم الرصاصة الأولى في وجه القهر والظلم والاستبداد إيذانا ببدء الثورة العربية الكبرى التي كان لفرسان المحافظة وأهلها دور مشرف وفعال في جميع مراحلها وساحاتها وصباح يوم الحادي عشر من ربيع الأول عام 1339هـ، الموافق للحادي والعشرين من تشرين الثاني سنة 1920م، كانت المحافظة وأهلها والأردنيون جميعهم في استقبال الأمير عبد الله بن الحسين ولتكون الانطلاقة وبداية البداية في بناء الوطن الأردني المتحضر النموذج حيث اتخذ سموه مقراً له في معان وأسماه (مقر الدفاع الوطني) وصدرت أول صحيفة آنذاك تحت اسم (الحق يعلو).

## الجغرافيا

### الموقع
تقع محافظة معان في إقليم الجنوب للمملكة الأردنية الهاشمية وتبعد عاصمتها مدينة معان مسافة (210) كلم عن العاصمة عمان.

### الحدود
- من الشمال: محافظتي العاصمة والطفيلة و الكرك
- من الجنوب: المملكة العربية السعودية
- من الشرق: المملكة العربية السعودية
- من الغرب: محافظة العقبة

### التضاريس
تتميز محافظة معان بتنوع تضاريسي وينقسم السطح الطبيعي إلى وحدتين طبيعتين هما:
- الصحراء: وتشكل ما يقارب (95%) من مجموع مساحة المحافظة ويغلب على صخورها الحجر الرملي.
- الجبال: وهي ما تعرف بسلسلة جبال الشراة وتشمل هذه المنطقة القسم الغربي من المحافظة وتشكل جبال الشوبك والبتراء مركزها الرئيسي، تمتد من الشوبك إلى رأس النقب الواقع على بعد 38 كم من معان. ومن قممها
- (جبل مَبْرَك 1727م.) في الجنوب من وادي موسى.
- رأس أم لوزة 1674م.
- القليعة 1619م.
- جبل البطاح 1616م.
- جبل أم صوانة 1615م.
- جبل أم حيطان 1525م.

### المناخ
يسود المناخ الصحراوي في المناطق الشرقية من المحافظة بينما يسود مناخ إقليم البحر الأبيض المتوسط في المرتفعات الغربية، ويبلغ معدل درجات الحرارة في أشهر الصيف حوالي (36) في المناطق الصحراوية، و (29) في المناطق الجبلية في حين يكون معدل درجات الحرارة في أشهر الشتاء (2) في المناطق الصحراوية، و (4) في المرتفعات الجبلية ويتراوح معدل سقوط الأمطار بين (50ملم) في المناطق الصحراوية و (250ملم) في المناطق الهامشية و (500- 750) في مناطق جبال الشراة الغربية.

### المساحة
تبلغ مساحة المحافظة 33163 كم مشكلة بذلك أكثر من ثلث مساحة المملكة.

## التقسيمات الإدارية
المادة السابعة من نظام التقسيمات الإدارية لعام 2000 لوزارة الداخلية الأردنية تقسم محافظة معان إلى أربعة ألوية كالتالي:

### الدوائر الانتخابية
تضم محافظة معان الدوائر الانتخابية التالية:
- الدائرة الأولى:

لواء القصبة باستثناء بدو الجنوب وخصص لها نائبين مسلمين
- الدائرة الثانية:

لواء الشوبك باستثناء بدو الجنوب وخصص لها نائب مسلم
- الدائرة الثالثة:

لواء البتراء باستثناء بدو الجنوب وخصص لها نائب مسلم

## عشائر محافظة معان
عشائر وعائلات مدينة معان
تنقسم العشائر في مدينة معان إلى:
-العشائر الحجازية:
- الكراشين ومنهم:

الهواريين، أبو هلاله، عيال مرعي، عيال الأحمد.
- آل خطاب ومنهم:

أبوعودة (أقدم عائلة في معان) قباعة، الخوالده، الشاويش، آل جرار، الشلبي، آل جري الشمري، آل شموط، القهوجي، الشراري، آل ياسين، الخوري، العظم، السعايدة، الترك، الامامي.
- البزايعة ومنهم:

عليان، حرارة، دويرج، البواب، عبد الغني، كريم
- الفناطسة ومنهم:

آل حج حسين، آل سقا الله، آل الخطيب(وهي من أكبر عائلات الفناطسة), آل معتوق، المعاني، أبو خنسه، أبو صالح، أبو طويلة، أبوديه، أبو عورة، المغربي.
التحاتا لقب لعشائر (آل خطاب والبزايعة والفناطسة)
عشائر الشامية:
آل محمود:
آل الحصان (آل عساف، النسعة، الجغامين، المصري، أبوحيانه)
الخورة
القرامسة (أبو الزيت، عوجان، الطحان، عبد الدايم)
- المحاميد ومنهم: (أبو كركي، البحري، عيال عبده، آل عبد الدايم، الشليخ وغيرهم)

عشائر الوسط:
عشيرة المحتسب
عشيرة الصلاحات
عشيرة العقايلة
عشيرة الرواد
عشيرة أبو درويش
عشيرة التلهوني
عشيرة العوض

## التعليم العالي
- جامعة الحسين بن طلال: تأسست سنة 1999 م[6]
- كلية معان الجامعية: تأسست سنة 1989م
- كلية الشوبك الجامعية: تأسست سنة 1980م

## المواقع التاريخية والطبيعية
• قلعة معان (السرايا):
من آثار الدولة العثمانية الباقية حتى الآن، تم إنشائها عام 1566 م. زمن السلطان سليمان القانوني بأبعاد (24 * 22)متر، يتبع لها بركة كبيرة استغلت لتجميع المياه وجاء بناؤها لتلبي حاجة الحجاج ولاتخاذها مقراً للجنود العثمانيين.
• بركة الحمام:
خربة غسانية على بعد 2 كم. شرقي معان وفيها يمكن مشاهدة بقايا أبنيه تقع على تلة صغيرة تتناثر فوقها قطع الزجاج والفخار، بالقرب منها تقع بركة الحمام وهي بركة مربعة الشكل طول ضلعها 70 متر بعمق 7 أمتار استعملت لتجميع المياه القادمة من الشراة عبر قنوات لا تزال ماثلة للعيان لري المناطق المزروعة حيث يروى أن المنطقة كانت مزروعة بأصناف كثيرة من الخضار والفواكه.
• قصر الملك عبد الله:
يقع القصر على بعد 3 كم. جنوب معان حيث يعد من أهم المواقع الأثرية بعد أن اتخذه الأمير عبد الله مقراً له خلال قدومه من الحجاز في 21/11/1920 م. وقد اتخذت فيه قرارات كانت الحجر الأساس في بناء الأردن الحديث، وقد تم تحويله الآن إلى متحف.
• القناطر:
إلى الجنوب من معان بنيت القناطر على شكل أقواس من الحجارة يكتنفها الظلام وكانت تشكل منظراً رائعاً حيث يسير المارة فيها بطول 500 م. لا يرون الشمس وفجأه تطل عليهم السرايا (قلعة معان العثمانية)، قامت البلدية بإزالتها في مطلع السبعينات مما أفقد معان أجمل آثارها العثمانية وأصبحت أثراً بعد عين !!!!
• قصر البنت:
يقع على بعد 3 كم إلى الشرق من معان تشير الدلائل إلى أنه أموي وواحد من القصور التي شيدوها في الصحراء الأردنية، تم بناؤه على شكل مربع واستعملت فيه بعض العقود يشغل مساحه 12 * 15 م. بقي جاثماً إلى أواخر السبعينات حيث هدم وأخرجت الحجارة الكبيرة ويعود ذلك إلى ظن الناس بوجود ذهب فيه !
• بساتين معان الحجازية والشامية:
تقع بساتين معان الحجازية في الجنوب من مدينة معان وتقع بساتين الشامية في المنطقة الشمالية منها، تعتمد البساتين على المياه المروية وتشكل المتنفس الوحيد لأبناء معان وتشتهر بالرمان والتين والقرايس والمشمش.

## الينابيع والعيون والآبار في معان
• الطاحونة:
بئر ماء يقع إلى الغرب من معان وعلى بعد 4 كم يمتاز بغزارة مياهه، وقد عملت بلدية معان على توسيعه وصيانته بما يتلائم مع حجم السكان وحاجتهم للمياه.
• نبعة الضواوي:
سميت بهذا الاسم لشدة صفائها، حيث يقولون أنها (تضوي ضوي) تقع في الجهة الغربية من معان وعلى بعد 1 كم، تتصف بغزارة المياه ويقال أنها نبعة رومانية، تمت عدة عمليات صيانة لها وعلى فترات، وبقيت تغذي بساتين معان الحجازية إلى عام 1966 عندما حدث (السيل)، وإلى الآن لم تتم عملية صيانة لها.
• عين سويلم:
سميت بهذا الاسم نسبة إلى المهندس الذي أشرف على عملية فتحها من قبل الدولة العثمانية، تقع في الجهة الجنوبية من معان ولا تزال لغاية الآن تروي بساتين معان الحجازية.
• النجاصة:
سميت بهذا الاسم لأنها تشكل حبة إجاص في قاع صخرة وهي قديمة جدا لا يعرف لها تاريخ، وقد ذكرها الرحالة جورج فالين خلال زيارته لمعان بقوله: (أنها تروي عدة بساتين).
• الغدير:
يقع في معان الشامية إلى الشمال من معان، سمي بهذا الاسم لأن المياه تغدر فيه قبل أن تنساب إلى البساتين، يبلغ طوله 12م *8م بعمق 3م.
بئر المزراب:
يقع في منطقة معان الشامية، يصب في بركة المزراب، يروي بساتين الشامية.
بئر الخماسي:
يقع في منطقة الشامية، يمتاز بغزارة المياه كونه يقع في منطقة منخفضة للغاية، تعطل منذ السيل 1966.

## البتراء
الخزنة

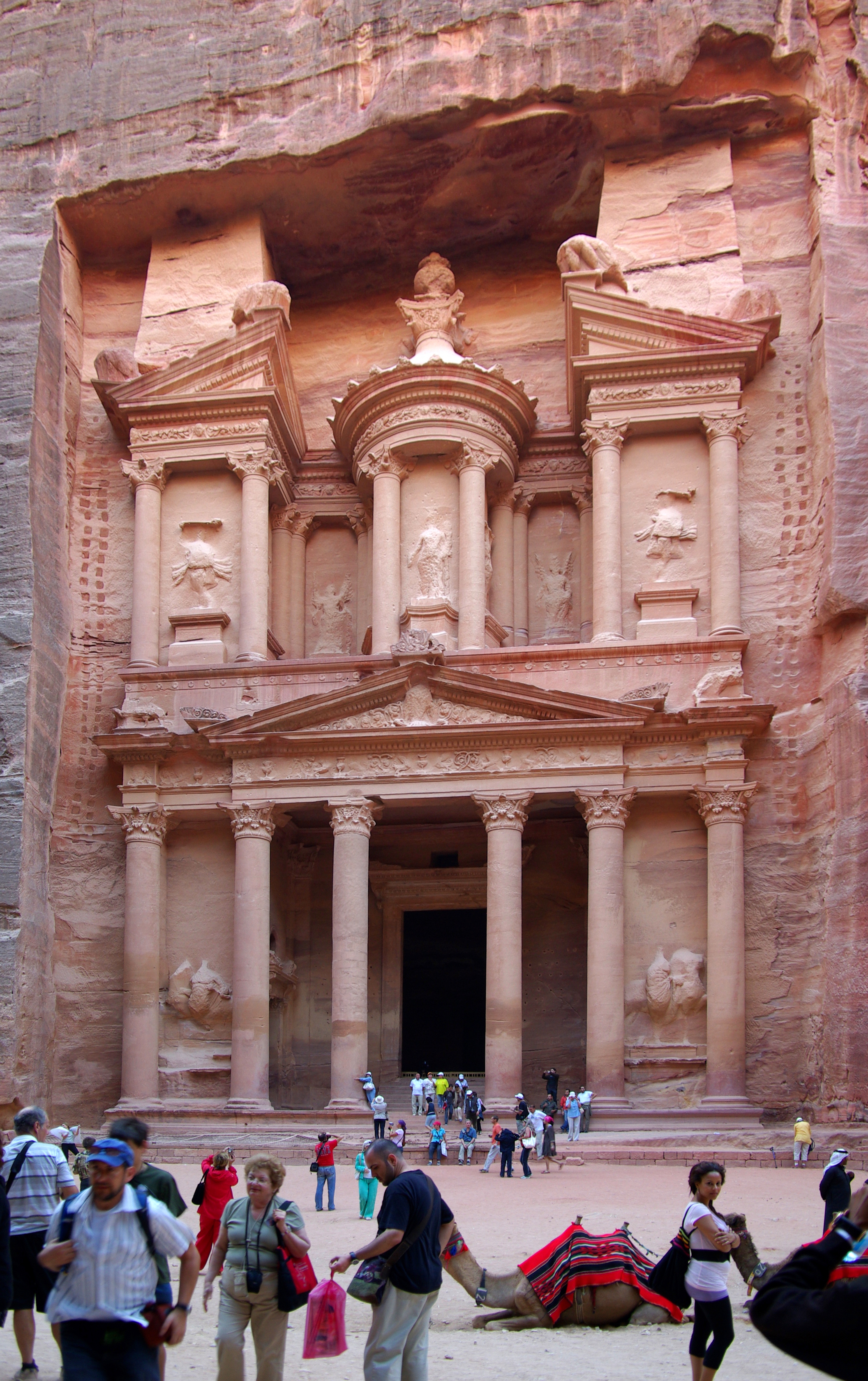
البتراء

البتراء درة الأماكن التاريخية والسياحية في الأردن، إنها قبلة أنظار السائحين في كل أنحاء العالم، فهي المدينة الوردية المنحوتة بالصخر، ذات الحضارة العريقة التي أنجزها العرب الأنباط قبل أكثر من (2000) عام. إنها كنز من التاريخ والحضارة والفن، فهي فريدة في هندستها وسدودها وقنوات المياه المدهشة، تكمن الدهشة في هذه المدينة العظيمة في الممرة الضيق المشقوق في الصخر والذي يفضي بالزائر إليها إلى اكتشاف حقائق هذه المدينة الرائعة بدءاً بالخزنة التي تمثل نموذجاً فريداً للنحت على الصخر الوردي، فبعد أن يجتاز السائر هذا السيق الصخري الذي يمتد أكثر من كيلومتراً وترتفع جدرانه إلى علو يصل أحياناً إلى 200م يطالعه مشهد مدهش للخزنة المنحوتة بالصخر والمصقولة بدقة فائقة في الصخر الوردي الذي أن طالعته أشعة الشمس عكست طبقاً مدهشاً من الألوان المختلطة وبعد معاينة هذه التحفة المعمارية الفريدة تجتذب الزائر مواقع مذهلة تؤهل هذه المدينة لأن تكون واحدة من عجائب الدنيا القديمة والحديثة معاً. فهناك المباني المنحوتة بالصخر إلى جانب الحمامات والمعابد وخزانات المياه والأبواب الضخمة المقوسة والشوارع المبلطة المحفوفة بالأعمدة الرائعة والرسوم الصخرية الفاتنة ثم المسرح الذي يتسع لأكثر من (300) مشاهد إلى جانب دير ضخم ذي ارتفاع شاهق شيّد في القرن الأول للميلاد.
وقد تم افتتاح متحف أثري عصري يتيح للمشاهد معاينة بعض الأثار والقطع والأدوات الأثرية التي تم اكتشافها في هذه المدينة النادرة المثال في العالم.
وإلى جوار البتراء تم إقامة مقام متواقع لما يظن بأنه ضريح للنبي هارون أخ موسى عليهما السلام ويقوم هذا المقام على قمة جبل دعي باسم جبل هارون يقع ضمن سلسلة جبال الشراة.

## قلعة الشوبك
تقع قلعة الشوبك على ارتفاع 1330 م عن سطح البحر وتبعد حوالي ساعة عن مدينة البتراء على الطريق الصحراوي ويعتقد بأن منطقة الشوبك سكنت في الفترة الأدومية ثم أُعيد ترميمها في الفترة النبطية، ويبدو أنها استخدمت كدير صغير للرهبان حتى أعاد بنائها الأمير الصليبي بلدوين الأول حاكم الرها ومن ثم ملك القدس وذلك في عام 1115 م وقد أطلق عليها) مونتريال ( تضم القلعة تسعة أبراج منها الدائري والمستطيل والمربع، تزينها الكتابات والزخارف من الخارج ومدخلها الرئيسي في الشرق.

## وسـام معان
تعد ميدالية تذكار حرب معان من أبرز الأوسمة في تاريخ الأردن الحديث كما في وثائق الثورة العربية الكبرى، استحدثها الشريف الحسين بن علي تكريماً لقادة وشهداء معركة معان الكبرى التي خاضتها قوات الثورة العربية في الفترة 16 - 22 نيسان 1918.
ويتشكل الوسام الذي توجد نسخته الوحيدة في المملكة في جامعة الحسين بن طلال في معان من سنبلتين وسيفين عليهما النجمة السداسية ومن حلقة في أعلاه، حيث ترمز السنبلتان إلى الخير والعطاء، والسيفان رمز عربي إسلامي يدلان على القوة والسؤدد، أما النجمة السداسية فهي عربية تظهر على شكل مثلثين متساويي الأضلاع، في إشارة إلى تساوي أضلاع التثليث المشهور عند الساميين والعرب والمصريين القدماء.
الوسام المصنوع في فرنسا من مادة النحاس طليت أجزاؤه بالفضة ما عدا النجمة السداسية، التي تتوسطها كلمة معان كتبت بخط عربي ومدوّن تحتها سنة 1337 هجري (الموافق 1919) في إشارة للتاريخ الذي ضرب فيه الوسام.
ويزن الوسام 100,2 غرام بطول 4 سم وعرض 3,2 سم، يعلق على الصدر في الجهة اليسرى وقد منح لــ 343 شخصاً من مختلف أقطار الوطن العربي لتتأكد شمولية الثورة العربية الكبرى، وتأييد جميع جميع العرب لها، وعدم اختصارها على قطر عربي بعينه.
ويشير قانون وسام معان الخاص الذي أصدر في 11 أيلول 1919 إبان تولي الملك فيصل عرش سورية وجاء في سبع مواد إلى أن الوسام إرثي يتناقله من حمله لأكبر أولاده أو للأرشد من أفراد أسرته إذا لم يخلف أولادا، ويمنح إلى الأشراف والضباط والجنود النظاميين والحلفاء ومشايخ البدو الذين شاركوا في حرب معان الكبرى والمقصود فيها الحروب التي ابتدأت بالهجوم على (غدير الحج) و(أبي الجردان) وانتهت بالهجوم على معان.
هذه نبذة عن هذا الوسام
وسام معان
كانت الثورة العربية الكبرى إنجازاً عربياً مميزاً استطاعت القيادة الهاشمية الملهمة بفضلها استنهاض همم الأحرار من أبناء الوطن العربي الكبير كما أن العرب جميعاً التفوا حول هذه القيادة لما تتمتع به من كفاءة وعرافة عبر التاريخ العربي الإسلامي،
وقد منح هذا الوسام تخليداً لمعركة معان الكبرى التي تعد من المعارك الرئيسية التي خاضتها قوات الثورة العربية الكبرى في الفترة الواقعة بين 27 جمادى الآخرة إلى 5 رجب سنة 1336 هـ الموافق 16 إلى 22 نيسان 1918 منح هذا الوسام تكريما لقادتها وشهدائها الذين شاركوا فيها.

## عدد السكان
بلغ عدد سكان المحافظة عام 2004 حوالي 104299 نسمة، ومن المقرر عقد التعداد الوطني التالي في عام 2014. تقديرات عام 2009 تشير إلى أن عدد سكان المحافظة 116,200 نسمة.
| نسبة الذكور إلى الإناث         | 52.50% إلى 47.50% |
| نسبة الأردنيين للجنسيات الأخرى | 93.84% إلى 6.16%  |
| سكان الحضر                     | 54.9%             |
| سكان الأرياف                   | 45.1%             |
| المجموع                        | 116,200           |